# Schichtenmalerei
Die Schichtenmalerei ist eine Technik der Ölmalerei. Dabei wird nicht lavierend, also transparent gearbeitet, sondern mit dünnen und deckenden Farbschichten. Die unteren Bildschichten wirken nur noch dort in der Farbigkeit, wo sie nicht übermalt werden und stehen bleiben. Somit kann das Motiv sehr oft übermalt, korrigiert und verändert werden. Die Untermalung kann mit Acryl- oder Temperafarben erfolgen. In der Schichtenmalerei wirkt das Bild insgesamt etwas flächiger und plakativ. 

## Acrylfarbe und die Schichtenmalerei
Acrylfarbe eignet sich aus mehreren Gründen gut für die Maltechnik. Acrylfarbe hat kurze Trocknungszeiten, wodurch sich die Farbe beim Auftragen nacheinander nicht vermischt. Durch das Verdunsten des Wassers beim Trocknen verliert die Farbe an Volumen, dadurch ist sie anschließend transparenter.